# جک هالبورن
جک هالبورن (به انگلیسی: Jack Holborn) نام یک مجموعهٔ تلویزیونی کوتاه است که با همین عنوان در اوایل دهه ۷۰ از شبکه ۱ سیمای جمهوری اسلامی ایران پخش گردیده‌است.